# Waltraud Munz
Waltraud Munz-Heiliger (* 1949 in Schwäbisch Gmünd) ist eine deutsche Künstlerin.

## Leben
Waltraud Munz-Heiliger studierte von 1971 bis 1973 an der Freien Kunstschule Stuttgart – Akademie für Kunst und Design bei Gerd Neisser. 1972/1973 folgte das Studium der Kunstgeschichte und Philosophie an der Universität Stuttgart bei Robert Spaemann und Max Bense. Von 1975 bis 1977 setzte Waltraud Munz-Heiliger ihr künstlerisches Studium bei Harry Kögler an der Staatlichen Akademie der Bildenden Künste Karlsruhe fort. Von 1977 bis 1980 studierte sie Malerei bei Johannes Schreiter und Raimer Jochims sowie Fotografie bei Abisag Tüllmann an der Staatlichen Hochschule für Bildende Künste – Städelschule. An der Städelschule in Frankfurt am Main war Waltraud Munz-Heiliger von 1983 bis 1985 als Lehrbeauftragte tätig.
Waltraud Munz-Heiliger lebt und arbeitet bei Frankfurt am Main und wird zu internationalen Symposien regelmäßig eingeladen. Im Zentrum ihres Werkes steht der identitätsbildende Charakter des Raumes, nicht nur als ein geometrisches, sondern auch als ästhetisches, sinnliches und soziales Phänomen.

## Preise und Auszeichnungen
- 2020: BankART-Projekt "Python" Besucherzentrum UNESCO-Welterbe Grube Messel
- 2020: BankART-Projekt "Blätter", 10. Internat. Waldkunstbiennale Darmstadt
- 2015: Kulturpreis der Stadt Dreieich für die Mitarbeit in der Kunstinitiative Dreieich
- 2015: Artist in Residenz, Internat. Waldkunstzentrum Darmstadt
- 2014: Artist in Residence YATOO Wongol Südkorea (auf Katalog)
- 2012: Katalogförderung HMWK Wiesbaden Ausstellung ÜBER BLICKE Regierungspräsidium Darmstadt
- 2010: Reise-Stipendium China des Hessischen Ministeriums für Wissenschaft und Kunst
- 2009: Katalogförderung HMWK Wiesbaden "sweet-spot areas", 19. Kunsttage Dreieich
- 2007: Projekt-Stipendium der Vereinigten Staaten von Amerika, Hessisches Ministerium für Wissenschaft und Kunst
- 2005: Moldaustipendium des Hessischen Ministeriums für Wissenschaft und Kunst
- 2000: 1. Preis, The World Festival of Art on Paper, Republik Slowenien
- 1999: 1. Preis der Kunststation Kleinsassen, 1. Internat. Biennale Neues Aquarell[2]
- 1997: 1. Preis, Welde-Kunstpreis Schwetzingen

## Ausstellungen
- 1999: Rana Museum Mo i Rana, Königreich Norwegen
- 2000: The First International Drawing Competition Wrocław, Republik Polen
- 2001: 2. Int. Biennale Neues Aquarell
- 2002: Bunkier Sztuki, Krakau, Republik Polen
- 2004: Gouangdong Museum of Art, Volksrepublik China
- 2005: Egon Schiele Art Centrum Cesky Krumlov,[3] Tschechische Republik
- 2006: 3. Internationaler Waldkunstpfad – Laboratorium[4]
- 2007: Forest Art Wisconsin - Native/Invasive[5], Vereinigte Staaten von Amerika
- 2008: Kyrgyz National Museum of Fine Arts, Bischkek, Kirgisische Republik
- 2010: Forest Art China - Poetic Forest, Lu Shan (Jiangxi, China)[6]
- 2014: 7. Internationaler Waldkunstpfad - Kunst Biotope[7]

Regionale Ausstellungen:
- 2003: Galerie in der Feste, Neckargemünd-Dilsberg und 13. Kunsttage Dreieich; Vogelfrei 5 – TransitARTen[8]
- 2005: Vogelfrei 6 – STATT Paradies auf der Bastion Residenzschloss Darmstadt; kartografische Bodeninstallation[9]
Galerie Kunst Raum Mato Offenbach am Main und AusstellungsHalle Schulstrasse Frankfurt am Main
- 2008: basis Frankfurt/Main, Burg Namedy in Andernach, HMWK forum Wiesbaden
- 2009: Vogelfrei 8 – Stadtluft macht frei, Darmstadtium Darmstadt[10], Städt. Galerie Dreieich, Kunstraum Habernoll

## Schriften
- Zeilenbilder. Edition Galerie in der Feste. Reihe Künstlerbücher, Band 2. Neckargemünd-Dilsberg 1998, ISBN 3-9805680-3-2.
- sweet-spot areas. Einzelausstellung mit Waltraud Munz in der Städt. Galerie Dreieich, 2009, ISBN 978-3-00-028840-1.